# 攻城兵器

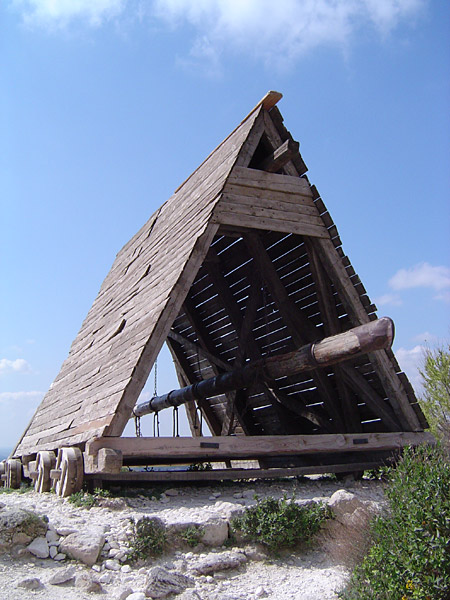
フランスの城砦(Chateau des Baux)に展示される破城槌の複製。

攻城兵器（こうじょうへいき）は、攻城戦において城郭都市や他の要塞を包囲、破壊するための装置である。いくつかのものは防御物に近接して、他種のものは防御物から距離をとって攻撃を加えるよう運用された。古代から、攻城兵器は主に木で製造され、石または類似の投射物を発射するには歯車比を用いる傾向があった。火薬の開発に伴う金属工学の進歩により、攻城兵器は火砲へと進化した。全体的に、包囲を完成するために必要な攻城兵器や砲列、および必須の部隊と輸送車両は、攻城砲列と呼ばれる。

## 古代の攻城兵器

### 破城槌の登場
最も初期の装置は破城槌であり、アッシリア人によって開発され、古代ギリシアのカタパルトがこれに次いだ。スパルタ人は紀元前429年のプラタエア包囲戦に破城槌を投入した。ギリシャ人は梯子による攻撃に攻城兵器の使用を限定したようであり、ペロポネソスの軍勢は火焔放射器に似た装置を用いたようである。
より先進の攻城兵器を用いた最初の地中海の人々とはカルタゴ人であり、これらの人々はシシリーのギリシア植民地に対し、攻城塔と破城槌を投入した。これらの装置はシラクサの統治者であるディオニュシオス1世に影響を及ぼし、彼は紀元前399年にカタパルトを開発した。

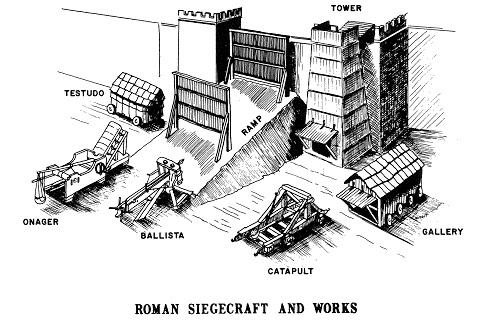
ローマの攻城兵器。

### 巨大な攻城塔
最初に攻城兵器を大規模投入した二人の統治者は、マケドニアのピリッポス2世とアレクサンドロス3世であった。彼らの巨大な装置は印象的な兵器、たとえばマケドニア王デメトリオス1世のヘレポリス（市街の奪取者）などに見られる進化に拍車をかけた。
これは紀元前304年のもので、9階建ての高さがあり、鉄で被覆されていた。直立時に高さ40m、幅21m、重量は180tであった。最もよく利用された装置は単純な破城槌である。または亀に似た装置があり、これは幾種類かの工夫された方法で自走し、攻撃者は比較的安全に防壁または壕に到達することができた。
海での包囲または戦闘には、シーソーに似た機械であるsambykēもしくはsambucaが使われた。これらは巨大な梯子で、折り畳まれ、ベースとなる機構に積載された。そして水兵を、海に面した都市の防壁の上から送り込むのに用いられた。これらは通常、二隻かそれ以上からなる船を連結して積載し、また少数のsambucaは、移乗する兵員を矢から防ぐため、上部に防楯を備えた。他の兵器は、抵抗する歩兵に重量物を投射した。

### 弓や投石を防ぐ防護壁
紀元前306年、サムニウム人の都市であるシルヴィウムの初期の包囲戦のような戦いでは、ローマ軍は敵の防壁の攻略に際し、土盛りの傾斜路を作るか、単に防壁をよじ登るのを好んだ。傾斜路で働く兵士達は、「ヴィネアエ」と呼ばれるシェルターによって防護された。これは長い通廊の形状になっていた。枝編み細工の楯である「プリュタイ」は、建設中に、通廊の正面を保護するために用いられた。
ローマがしばしば採用したもう一つの攻城兵器は、ギリシアの水路でよく見られるカメに似ており、これは「ムスクルス」（筋肉）と呼ばれた。破城槌も広汎に用いられた。ローマ軍団の最初の攻城塔の使用は紀元前200年ごろである。

### 太矢投射器などの砲列
ヨーロッパの古代包囲戦において最初に立証された砲列の部品とはガストラフェテスであり、ねじりを用いない太矢投射器の一種であった。これらは木製のフレームに搭載された。より大きな機械は、石などを含む幅広い投射物を装填するために滑車機構の採用を余儀なくされた。のち、発射にねじりの力を用いる機構が現れ、これは腱を使ったスプリングを基本としている。オナガーは、ローマ軍による戦場での発明の主なものだった。

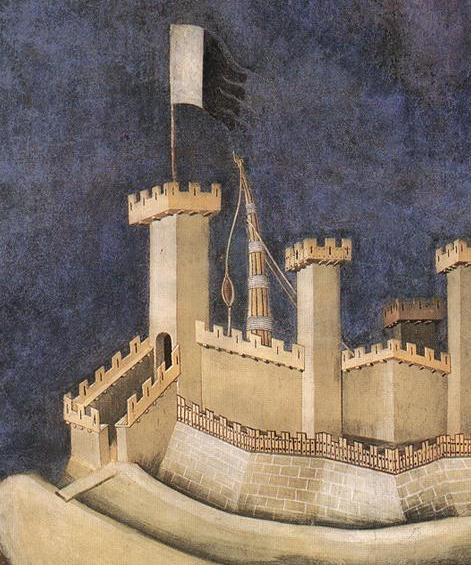
門の守備に配置された投石機。14世紀の画家シモーネ・マルティーニのフレスコ画「Guidoriccio da Fogliano」

中国において、文献で確かめられる最初期の包囲戦に用いられた砲列の装置とは、墨子にある、梃子の原理で牽引力を作動させるカタパルトと、全高約2.4mの攻城弩である。墨子のテキストは墨家の一門により紀元前4世紀から3世紀に書かれた。墨家とは、墨子の思想を春秋時代後期、戦国時代初期に興隆させたものである。我々が当時の攻城技術に関して現在知ることの多くは、攻城戦に関する墨子の14巻と15巻の内容、52章から71章によって我々にもたらされたものである。これらは竹簡に記載されて保管されたが、テキストの多くは現在、不運なことに非常に腐朽している。しかし重度の散逸にもかかわらず、墨家の細部への努力と注意は、墨子と他の作品を分類するよう働き、保証した。それは高度に描写的な機械的構造の作動に関する詳述であり、これには雲梯、回転式の弩、および梃子式のカタパルトがある。また攻城技術および攻城兵器の運用を今日にもまだ閲覧できる。

## 中世の攻城兵器

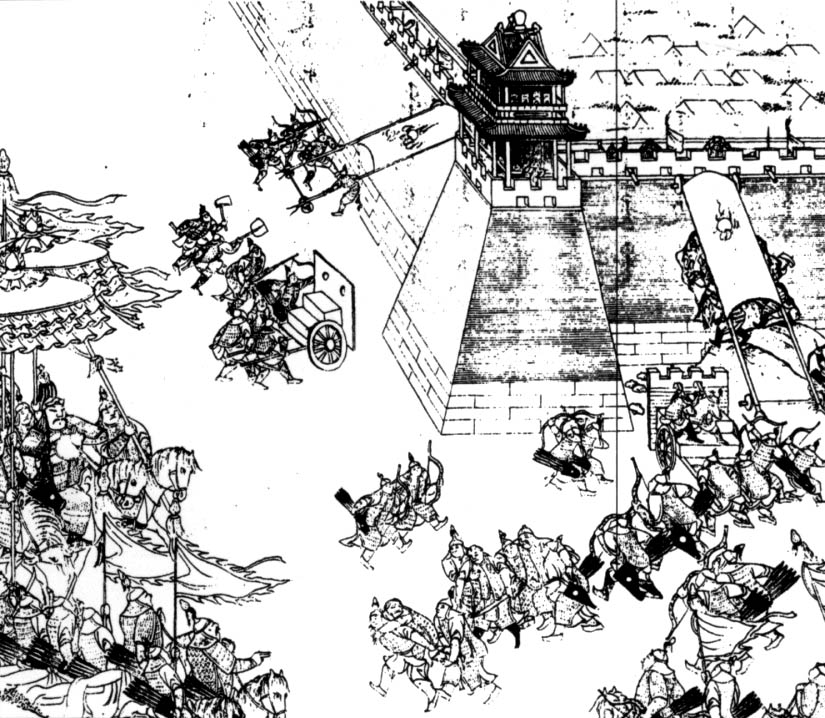
1626年の寧遠の戦いの図。女真の軍が防壁に攻城兵器を投入し、これらは明朝側の最新の砲によって撃破された。

### 多数のカタパルト
中世の攻城兵器の設計には、多数のカタパルトが含まれる。これは例えばマンゴネル、オナガー、バリスタ、また紀元前3世紀に中国で初めて設計され、西暦4世紀にヨーロッパにもたらされた牽引式のトレビュシェット、起源は不明ながらMardi bin Ali al-Tarsusiにより12世紀に最初に記述された平衡式のトレビュシェットなどである。
これらの装置は、石垣を叩き潰す必要上、大きな投射物を飛ばすために機械的なエネルギーを用いた。破城槌や、木製の塔に車輪を装備した攻城塔もまた用いられ、これらは攻撃者を城壁に登らせ、超えるのを助けた。またいくぶん敵の矢を防御した。
他の兵器には「ピタード」が挙げられる。これは門や壁を爆破するよう特に設計された火具である。ピタードは、要塞の表面上に直接設置されなければならなかった。
また、弓兵や歩兵が城に接近するために、雨戸を並べたような形状の「マントレット」と呼ばれるシェルターや、「パヴィス」と呼ばれる支柱付きの大楯が用いられた。これらには、車輪を付けて移動可能にしたものもあった。

### 中世の戦術
中世の時代の典型的な軍事の対決とは、敵対者の城に包囲陣を構える一方的なものだった。本格的に守備された場合、攻撃者達は、城を直接攻撃するか、食料の輸送を絶って人々を飢えさせるか、特別に設計された攻城兵器を用いて城砦の防御能力を破壊もしくは回避することを選択した。
他の戦術の選択としては、城壁に対して、個々の石を一緒に結びつけているセメントを溶かすよう熱源を設置することがあった。それにより攻撃者達はすぐに打ち崩すことができた。また他に間接的な手段として、坑道戦術の実行があった。これは基礎の弱い城壁の下へとトンネルを掘り、防御物を破壊するものである。
第3の戦術は、罹病した動物や人間の死骸を、城壁を越えて打ち込むことである。これにより疫病を流行らせ、防御側に降伏するよう強制した。これは生物兵器を使用した戦争の最初の形態であった。

## 近代の攻城兵器

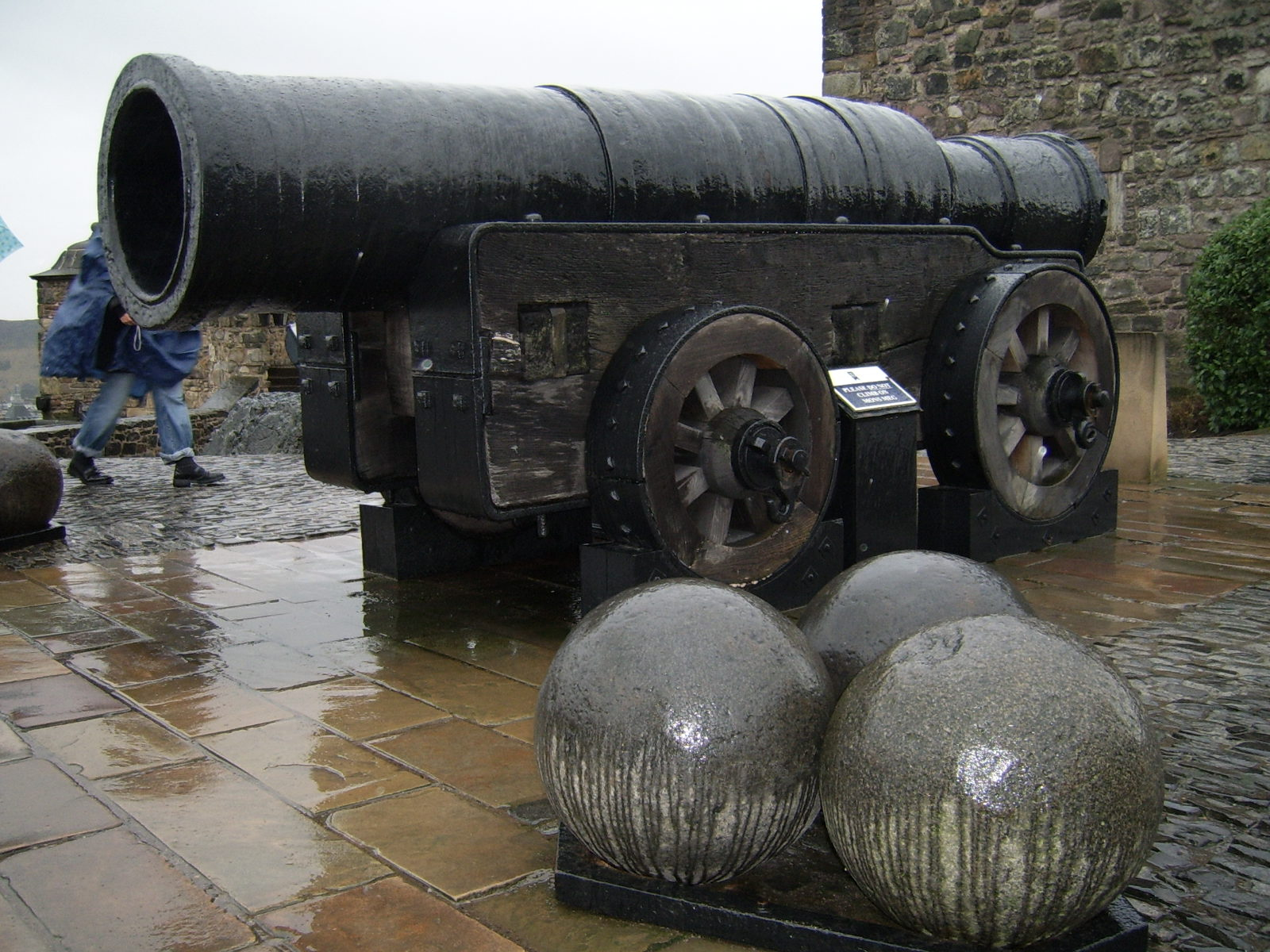
スコットランドにて展示されるブルゴーニュ公国製のモンス・メグと50cm砲弾

### 火薬による臼砲・野戦砲
火薬、火縄銃のような小火器と火砲の出現により、「臼砲」と「野戦砲」も発展した。 これらの兵器は、城郭都市のような防御構造物に対して非常に効果的なことが確かめられ、ヴォーバンの設計が例証するように、これら防御物はより低く、厚みを持った構造を持たねばならなくなった。
専門の攻城砲の開発は野戦砲とは別個に行われ、第一次世界大戦の期間中と第二次世界大戦で頂点に達した。第一次世界大戦中、ディッケ・ベルタのような巨大な攻城砲が設計され、当時の最新型の要塞へ対抗するべく投入された。

### 第二次世界大戦
攻城砲は第二次世界大戦の初期において、ドイツのシュベアー・グスタフ砲（80cm列車砲）が建造され、頂点に達した。シュベアー・グスタフは当初、フランスのマジノ・ラインに存在する防御施設を粉砕するべく投入が計画されたが、しかし時期に間に合わなかった。マジノ・ラインは正面からの攻撃により破壊されるかわりに、急行する機甲部隊に迂回突破された。
配置と輸送に長時間が必要だった最新の攻城砲は空爆に脆く、またこれらの欠点は、攻城砲を、現代戦で使用される急速な部隊の機動に不適なものとした。

## 現代の攻城兵器

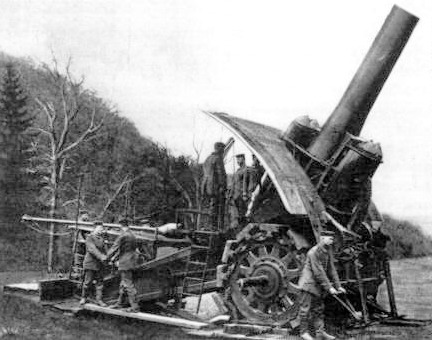
ドイツの42cm臼砲「ディッケ・ベルタ」。発砲準備状態。

攻城兵器は現在、航空機の兵器投射能力と巡航ミサイルの効果のために旧式とされている。これらは要塞による防御地域も旧式なものとした。
今日、コストとして唯一効果のある静的な防御構造物は、地下深くのバンカーであり、これは軍用の指揮統制に用いられる。これら固定式の建造物の価値も疑わしく見えるもので、最も生残性のある機動防御を行う部隊、たとえば最新の戦術的・戦略的航空機、機甲部隊、機械化歩兵などの指揮統制は、分散された命令を介しており、また移動型の司令本部が用いられる。